# غويليرمي دي باولا
غويليرمي دي باولا (بالبرتغالية: Guilherme de Paula Lucrecio) هو لاعب كرة قدم برازيلي في مركز الهجوم، ولد في 9 نوفمبر 1986 في Brodowski, São Paulo ‏ في البرازيل. شارك مع منتخب ماليزيا لكرة القدم. أما مع النوادي، فقد لعب مع فيتوريا سيتوبال وميلسامي أورهي ونادي اتلتيكو سوروكابا ونادي سلاغور ونادي كوريتيبا ونادي ميراسول.

## وصلات خارجية
- غويليرمي دي باولا على موقع قاعدة بيانات كرة القدم.إي يو (الإنجليزية)
- غويليرمي دي باولا على موقع ناشيونال فوتبول تيمز (الإنجليزية)
- غويليرمي دي باولا على موقع Soccerway.com (الإنجليزية)
- غويليرمي دي باولا على موقع عالم كرة القدم.نت (الإنجليزية)